# Egon Karl Kaspar von Rex
Egon Karl Kaspar Graf von Rex (* 31. Januar 1854 in Zehista; † 7. Dezember 1912 ebenda) war ein königlich-sächsischer Politiker, Kammerherr und Rittergutsbesitzer.

## Leben
Er stammte aus der Adelsfamilie Graf von Rex und war der Sohn von Alexander Caspar Graf von Rex (1827–1870) und dessen Frau Olga Henriette von Wöhrmann (1830–1890). Von seinem Vater übernahm er das Schloss Zehista und wurde Abgeordneter in der I. Kammer des Sächsischen Landtags, dem er von 1893 bis zu seinem Tod angehörte. Außerdem war er Rittermeister zur Disposition des Sächsischen Gardereiterregiments.
Am 18. Oktober 1880 heiratete er in Bärenstein Johanna Pauline Marie von von Lüttichau (* 11. Dezember 1860; † 16. Mai 1938). Das Paar hatte folgende Kinder:
- Alexander (1881–1948) ⚭ 1909 Leonie Freiin von Krauskopf (1886–1983)
- Therese (* 1884) ⚭ 1908 Kurt von Laffert
- Elisabeth (* 1890) ⚭ 1911 Lothar von Ponickau
- Edelgarde (* 1896)